# Wagnergruppen
Wagner-gruppen (russisk: Группа Вагнера, tr. Gruppa Vagnera), officielt kendt som PMC Wagner er en russisk paramilitær organisation. Den opfattes som et privat militærselskab, et netværk af lejesoldater og en de facto privat hær ejet af Jevgenij Prigozjin, en tidligere nær allieret af den russiske præsident Vladimir Putin. Gruppen opererer til støtte for russiske interesser og modtager udstyr fra det russiske forsvarsministerium. Mens Wagner-gruppen i sig selv ikke er ideologisk drevet, er forskellige elementer af gruppen blevet forbundet med nynazisme og højreekstremisme.
Det spekuleres bredt i, at Wagner-gruppen bliver brugt af den russiske regering til at tillade plausibel benægtelse og til at sløre de sande ofre og økonomiske omkostninger ved Ruslands udenlandske interventioner. Gruppen blev fremtrædende under krigen i Donbass i Ukraine, hvor den hjalp prorussiske separatiststyrker i de selverklærede Donetsk- og Luhansk-folkerepublikker fra 2014 til 2015. Gruppen har angiveligt deltaget i forskellige konflikter rundt om i verden, herunder borgerkrigene i Syrien, Libyen, Den Centralafrikanske Republik og Mali. Wagner-gruppen er blevet anklaget for at have begået krigsforbrydelser i områder, hvor de er udstationeret. Anklagerne omfatter voldtægt og røveri af civile samt tortur af anklagede desertører.
Wagner-gruppen har spillet en væsentlig rolle i den russiske invasion af Ukraine. Gruppen har bl.a. rekrutteret fanger fra russiske fængsler. I december 2022 hævdede John Kirby, koordinator for strategisk kommunikation i USA's nationale sikkerhedsråd, at Wagner-gruppen har 50.000 lejesoldater. Efter flere års benægtelse af forbindelser til Wagner-gruppen indrømmede Jevgenij Prigozjin i september 2022, at han grundlagde den paramilitære gruppe. Den 23. juni 2023 startede Prigozjin et oprør mod den russiske ledelse efter at have anklaget russiske tropper for at angribe hans mænd.
Prigozjin kaldte det march for retfærdighed